# 김승남 (야구 선수)
김승남(金承男, 1972년 6월 28일 ~ )는 전 KBO 리그 해태 타이거즈, 삼성 라이온즈, 쌍방울 레이더스의 선수이며 1992년 시즌 후 좌타자 보강을 위한 해태 측의 판단 아래 정성룡과의 맞트레이드를 통해 삼성 유니폼을 입었고 1995년 전반기 폭투 1위를 기록하는 등 제구력에서 문제점을 드러내기도 했다.
결국 1996년 시즌 후 삼성에서 방출된 뒤 친정팀 해태로 돌아왔으나 1997년 5월 20일 쌍방울로 현금 트레이드됐고 1998년을 끝으로 은퇴했다.
현재는 광주광주진흥중야구부 감독직을 수행하며
아마추어 엘리트 야구선수를 육성하고있다.

## 출신 학교
- 광주진흥중학교
- 광주진흥고등학교

1. ↑  하성봉 (1993년 6월 12일). “방출 설움 미운 오리들 새 둥지서 황금알 쏙쏙”. 한겨레신문. 2023년 7월 4일에 확인함.
2. ↑  박성진 (1995년 7월 16일). “쌍방울 박성기「피홈런왕」”. 경향신문. 2023년 7월 4일에 확인함.
3. ↑  “해태 김승남-구한성 쌍방울서 현금 영입”. 한겨레신문. 1997년 5월 21일. 2023년 7월 4일에 확인함.